# Hymnes et musiques officiels de la Coupe d’Afrique des nations de football
Les hymnes et musiques de la Coupe d'Afrique des Nations, sont des chansons adoptés officiellement pour être utilisés lors des événements de la CAN tels que la cérémonie d'ouverture, pendants les matchs, lors de la cérémonie de clôture. Chaque édition de la CAN est accompagnée d'une chanson officielle adoptée par la Confédération Africaine de Football.

## Hymnes et Musiques officiels de la CAN
| Coupes d'Afrique des Natons | Pays               | Titre                      | Langue                   | Interprète(s)                                                                  | Scénariste(s) & Producteur(s)       | Audios & Vidéos |
| --------------------------- | ------------------ | -------------------------- | ------------------------ | ------------------------------------------------------------------------------ | ----------------------------------- | --------------- |
| 2013                        | Afrique du Sud     | Sela Sela (Dance Together) |                          | Zahara Universe Wes Mardico                                                    | Rod On Jr.                          | Clip vidéo      |
| 2015                        | Guinée équatoriale | Hola Hola,                 |                          | Toofan, Molare, Singuila, Fally Ipupa, Eddy Kenzo, Mani Bella, Arielle T, Cano |                                     |                 |
| 2017                        | Gabon              | L'Afrique au Gabon,        |                          | Patience Dabany, Serge Beynaud, J. Martins                                     |                                     | Clip vidéo      |
| 2019                        | Égypte             | Together ,                 | Anglais, français, arabe | Hakim, Femi Kuti, Dobet Gnahoré                                                | Synergy                             | Clip vidéo      |
| 2021                        | Cameroon           | We stand for Africa,       |                          |                                                                                |                                     | Clip vidéo      |
| 2023                        | Côte d'Ivoire      | Akwaba,                    | Anglais, français, arabe | Magic System, Yemi Alade Mohamed Ramadan                                       | Dany Synthé, Universal Music Africa | Clip Vidéo      |